# Attack Energy SC
El Attack Energy SC es un equipo de Fútbol de Afganistán que juega en la Liga de Campeones de Afganistán, la primera división nacional.

## Historia
Fue fundado en el año 1947 en la ciudad de Herat como parte de la Herat Football Federation. En 2019 ganó la Herat Champions Cup, su primer título regional. Al vencer al Abu Muslim FC el Attack Energy SC clasificó a la Liga de Campeones de Afganistán para la temporada 2022 a falta de una jornada. El club terminó invicto en 11 partidos para ser el campeón en su primera temporada. Con el título, el club se había ganado el derecho de jugar en la AFC Cup pero no cumplió con la licencia.
Attack Energy volvió a ser campeón de la Liga de Campeones de Afganistán en 2024 donde volvió a terminar invicto y sin permitir goles. El club logró la clasificación a la Liga Desafío de la AFC 2024-25, donde fue eliminado en la ronda de clasificación por el FC Abdish-Ata Kant de Kirguistán.

## Palmarés
- Liga de Campeones de Afganistán: 2

2022, 2024

## Participación en competiciones de la AFC
| Temporada | Torneo                 | Ronda   | Club            | Casa | Visita | Global |
| --------- | ---------------------- | ------- | --------------- | ---- | ------ | ------ |
| 2024–25   | Liga Desafío de la AFC | Playoff | Abdysh-Ata Kant | No   | 0-2    | 0–2    |